# Burranayakanahalli, Bellary
Burranayakanahalli là một làng thuộc tehsil Bellary, huyện Bellary, bang Karnataka, Ấn Độ.